# San Salvador (Entre Ríos)
San Salvador es la ciudad cabecera del departamento homónimo en el distrito Arroyo Grande, provincia de Entre Ríos en la República Argentina. El municipio comprende la localidad del mismo nombre y un área rural. Se encuentra en el centro-este de la provincia, asentada sobre la lomada Grande donde se encuentra el Punto Económico. 
La ciudad fue fundada por el coronel Miguel Pedro Atanasio Malarín el 25 de diciembre de 1889, en campos pertenecientes a su madre Aurora Saint-Sauver.
Con un marcado perfil agroindustrial, desde la década de 1950 se convirtió en el principal centro arrocero del país, por lo que se le da el título de «Capital Nacional del Arroz». Concentra cerca de un 75% de la industria relacionada al arroz en Argentina.
Según los datos definitivos del censo de 2022, en San Salvador vivían 16 169 personas.

## Toponimia
Las tierras elegidas por el coronel Malarín para la fundación de la ciudad pertenecían a su madre, Aurora Saint-Sauver de Malarín, quien a su vez las había heredado de su hermano Luis. La traducción al español del apellido francés de la familia materna del fundador, dio origen al nombre del nuevo poblado.

## Geografía

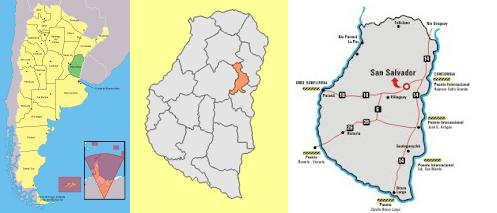
Ubicación de San Salvador.
1 Argentina.
2 Provincia de Entre Ríos, Departamento San Salvador.
3 Ciudad de San Salvador.

La ciudad se levanta sobre una zona suavemente ondulada, representada por la Lomada Grande, con alturas absolutas no mayores a 80 metros sobre el nivel del mar. Su media de 73 m s. n. m., la convierte en la cabecera departamental más alta de Entre Ríos. El paisaje se caracteriza por terrenos de suaves declives y presencia de acuíferos, lo que hace que sus suelos reúnan condiciones óptimas para el cultivo del arroz, principal sustento de la economía local.

### Clima
El clima de la región es templado, característico de la Pampa húmeda, sin situaciones climáticas extremas y apto para ganadería y agricultura.

### Flora y fauna
La zona presenta un tapiz herbáceo, solo interrumpido por formaciones arbóreas cercana a los arroyos. La expansión de la actividad agrícola, principalmente la arrocera, afectó el hábitat natural de muchos animales, aunque el ambiente húmedo que se utiliza para el cultivo atrae a aves acuáticas, roedores y pequeños mamíferos.

## Historia

### Fundación
Hacia finales de la década de 1880 el coronel Miguel Pedro Atanasio Malarín, se dispuso a llevar adelante la iniciativa de una colonización de carácter privado.
La fundación de San Salvador pasó por tres etapas; la primera de tramitación jurídica basada en la legislación de 1888, la segunda de carácter simbólico, cuando el 25 de diciembre de 1889 se instala la primera familia criolla, y una tercera etapa "de hecho" ocurrida en 1890 cuando se afincan familias que se hallaban viviendo en cercanías del Arroyo Grande.
Sin embargo, se toma al 25 de diciembre de 1889 como fecha recordatoria de la fundación de la ciudad.
Posteriormente comenzó la organización administrativa del nuevo poblado. "Villa Aurora", residencia de la familia Malarín, fue la primera administración de la Colonia. El 25 de mayo de 1890 el gobierno provincial instauró una comisaría policial bajo la dependencia de la jefatura de Concordia y posteriormente un Juzgado de Paz. En tanto en 1891 se creó la primera escuela.

### Llegada del ferrocarril y proceso inmigratorio
Gracias a las gestiones del entonces administrador de la colonia, Francisco Malarín, hermano del fundador, el 4 de octubre de 1902 se inauguró el ramal ferroviario que une las ciudades de Villaguay, San Salvador y Concordia, el cual se constituyó en un factor determinante para el futuro desarrollo del pueblo. El 2 de julio de 1912 se habilitó el ramal ferroviario San Salvador - Caseros (departamento Uruguay), que comunicaba a la ciudad con el Puerto de Concepción del Uruguay.
A principios del siglo XX comienza a llegar una importante corriente inmigratoria representada por varias nacionalidades. En 1912 se construye el primer templo religioso de la ciudad, la "Capilla El Salvador", ubicada en uno de los laterales de la residencia de la Familia Malarín. En 1925 fue construida la sinagoga judía de la Asociación Israelita Unificada. Una importante cantidad de inmigrantes rusos judíos se asentaron en siete colonias de la Jewish Colonization Association en torno a San Salvador entre 1900 y 1915. Además, los alemanes, italianos, españoles, suizos, ucranianos y sirio - libaneses se cuentan entre las colectividades pioneras de la ciudad.  En 1928 fue inaugurado el templo de la Iglesia evangélica congregacional "San Juan Evangelista". Mientras que el 5 de julio de 1931 se colocó la piedra fundamental del actual templo de la Iglesia católica, llamado en honor a la santa patrona de la ciudad: Santa Teresita del Niño Jesús. El templo fue posteriormente inaugurado el 21 de agosto de 1932, aunque la terminación de la torre ocurrió recién en 1975.

### De los primeros cultivos de arroz a la actualidad
El desarrollo de la actividad arrocera en la zona tiene sus inicios en la década de 1930, cuando Félix Mauricio Zacharias Bourren Meyer experimenta los primeros cultivos de este cereal en la margen izquierda del Arroyo Grande. El 19 de junio de 1953 se realizó la primera Fiesta Nacional del Arroz de la Argentina, siendo reconocida la ciudad como Capital Nacional del Arroz.
Por ley n.º 6378 del 21 de junio de 1979 San Salvador pasó a formar parte en su totalidad del departamento Colón, hasta entonces el ejido municipal se repartía entre los departamentos de Colón y Villaguay.
Con motivo del centenario de la fundación de la ciudad, en diciembre de 1989, se inauguró el "Monumento al Centenario".
El 6 de diciembre de 1995 se creó el departamento San Salvador, con partes de los departamentos Colón, Concordia y Villaguay, constituyéndose como la ciudad cabecera de este nuevo distrito.
Desde 2008 San Salvador integra la Mancomunidad de Municipios de los departamentos Colón y San Salvador, «Tierra de Palmares», el primer ente supramunicipal de la Provincia de Entre Ríos.

## Emblemas locales

### Escudo
El escudo municipal de la Ciudad de San Salvador, fue diseñado por María del Carmen Court y oficializado en 1987, está conformado por 3 campos principales que representan la fundación de la ciudad, el orgullo de ser entrerrianos y la cultura del trabajo y el esfuerzo.

### Bandera
La bandera de San Salvador fue creada por Mabel Rebossio de Quiroga y elegida mediante un concurso abierto. Fue oficializada mediante Ordenanza 676/01, el 21 de noviembre de 2001.
Las franjas celestes y blanca hacen alusión a la patria. El campo pintado de verde como símbolo de la esperanza. El campo pintado de amarillo como pronto a cosechar, símbolo de la riqueza. El sol naciente alumbra a San Salvador. El engranaje representando la tecnología, las industrias, el progreso. La panoja de arroz en referencia al cultivo más importante de la región.

### Himno
El himno de la ciudad de San Salvador se llama "Crisol de Razas". En él se hace referencia a las distintas corrientes inmigratorias que se conformaron en los primeros pobladores de la ciudad. Fue escrito por Carmen Reynoso de Vinacur,  y músicalizado por los Hermanos Monzalvo.

### Poesía
El poema "A San Salvador" cuyo autor es el gran poeta Lucio Albirosa, quién vivió durante su infancia en el suelo de los arrozales, ha sido trascendente tanto por la descripción de las labores agrarias ligadas al trabajo del hombre arrocero, como también por su Declaración de Interés Cultural por parte del Concejo Deliberante de la Ciudad de San Salvador, bajo DECLARACIÓN N° 15/2013, de fecha 29 de agosto de 2013. A ello, también el poeta suma otras letras prolíficas a modo de estandarte de las labores del hombre sansalvadoreño, entre las que pueden mencionarse; "Peoncito Molinero", "Suelo Elegido", "Labriego sansalvadoreño", "La iluminada" (chamarrita), "Pialando vivencias" (cuya obra retrata un siglo de vida de la ciudad, sus costumbres y tradiciones) y "Anhelando tu regreso".

### Conmemoraciones
Existen dos fechas conmemorativas que son feriados propios de la ciudad:
- 3 de octubre: Fiesta Patronal en honor a Santa Teresita del Niño Jesús. Si bien la celebración no concuerda con la del santoral católico, se conmemora el día de la creación de la Parroquia y advocación como patrona de la ciudad el 3 de octubre de 1937.
- 25 de diciembre: Aniversario de la Fundación de la ciudad de San Salvador. Que concuerda con el festejo de la Navidad, y recuerda la fundación simbólica de la ciudad ocurrida el 25 de diciembre de 1889.

## Gobierno y administración
En 1913 se conformó la primera Junta de Fomento siendo nombrado presidente Juan Continanza. En 1935 la localidad adquirió la categoría de municipio de segunda. Posteriormente, mediante el decreto provincial N° 5396 sancionado el 2 de octubre de 1957, San Salvador fue declarada ciudad y municipio de primera categoría.
El poder ejecutivo de San Salvador lo ejerce el Presidente Municipal, elegido por votación popular cada cuatro años. La sede del gobierno es el Palacio Municipal, ubicado en la intersección de las calles Justo José de Urquiza y San Martín. Jorge Zambón resultó elegido intendente municipal para el período 2023 - 2027.
El poder legislativo está a cargo del Concejo Deliberante, presidido por el vicepresidente municipal y conformado por 11 (once) concejales, elegidos mediante representación proporcional, asegurándole al partido más votado la mayoría absoluta, es decir, la mitad más uno de los miembros. Los ediles duran cuatro años en sus funciones y pueden ser reelectos por una vez consecutiva. Para el período 2023-2027, el Concejo Deliberante está conformado por 6 escaños del partido gobernante, 3 de la primera minoría y 2 de la segunda. 
Aunque está dentro de sus facultades, el Municipio de San Salvador no ha redactado aún su Carta Orgánica Municipal.
El poder judicial está representado por un juzgado de primera instancia en lo Civil, Comercial y del Trabajo, la Unidad Fiscal, juzgado de paz y Defensoría de Pobres y Menores, con competencia en el Departamento San Salvador y dependiente del Superior Tribunal de Justicia de la Provincia de Entre Ríos.

## La ciudad
Las calles de San Salvador tienen una peculiar disposición que las hacen únicas en el país. Hay un bulevar cada 4 cuadras. La diagramación de sus avenidas permite dividir la ciudad en sectores cuadrados casi perfectos delimitados por boulevares parquizados, las vías del Ferrocarril General Urquiza y la ruta 18.

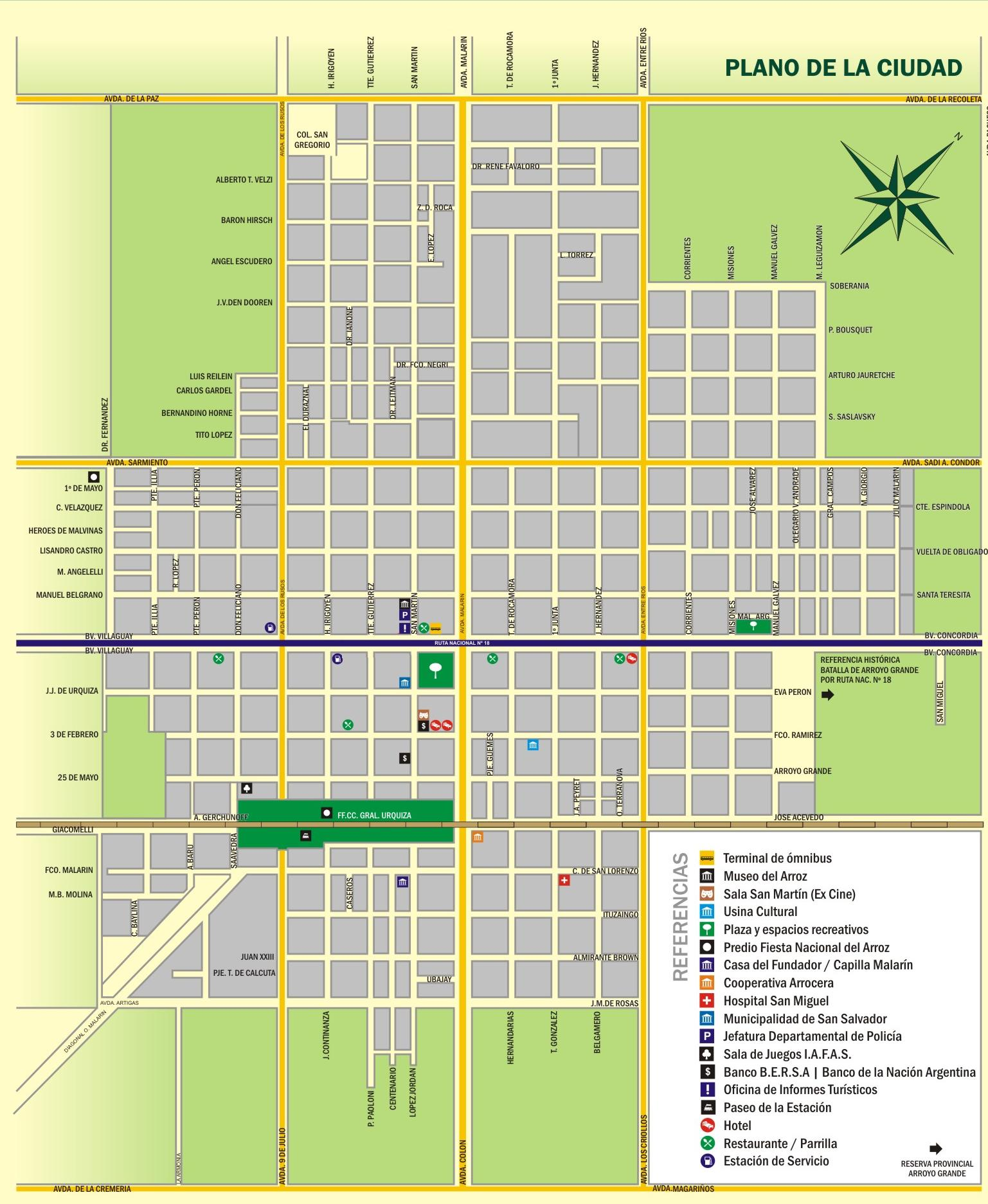
Plano de la ciudad.

Como otra particularidad se puede decir que la ciudad sigue un eje norte-sur ya que en sus laterales este-oeste se ubica el área industrial que puede ser observada desde la Ruta Nacional 18 que atraviesa el casco urbano.

### Infraestructura
Según el censo de 2010 los habitantes de San Salvador gozan de un elevado acceso a los servicios públicos, principalmente agua y cloacas que superan el 75 % de la población.
El servicio de agua potable es administrado por el gobierno municipal y el suministro se produce a partir de perforaciones para extraer aguas subterráneas.
La red de cloacas llega al 78,4% de la población, el valor más alto de la provincia.
La penetración de gas natural es moderada y representa un 45% de la población. La telefonía fija es brindada por Telecom Argentina.  El servicio de acceso a Internet es provisto por varios operadores privados. La telefonía móvil está presente en el 87,1% de los hogares.

### Transporte
La ciudad cuenta con servicios de ómnibus diarios desde y hacia Buenos Aires, Córdoba, Rosario, Paraná, Posadas, Concordia, Villaguay, entre otras. La Terminal de Ómnibus está ubicada a la vera de la Ruta Nacional 18.
La Estación San Salvador del Ramal General Urquiza, se encuentra operativa para trenes de carga y pasajeros. El Servicio de Pasajeros que une la localidad con Concordia y Basavilbaso posee dos frecuencias semanales.
El Aeródromo Municipal fue desmantelado en la década de 1990.

### Transformación en autovía de la Ruta 18
La puesta en marcha de la autovía de la Ruta nacional 18 comenzó a finales de 2011. Para evitar el atravesamiento de la ciudad de San Salvador se prevé un trazado circunvalar periférico, hacia el Norte, con nodos de accesibilidad en ambos extremos y uno central, además de la reconversión en bulevar urbano de la traza actual.

### Barrios de San Salvador
La ordenanza municipal N.º 1059 de 2012 fija los límites de la ciudad y determina una planta urbana de 6.223.623 metros cuadrados. La disposición de las avenidas hace que la ciudad sea generalmente dividida en sectores que agrupan a varios barrios. La mayoría de los barrios están compuestos de unas pocas manzanas, y por lo general se asocia solo a uno o dos barrios con un sector determinado de la ciudad. 
Según la ordenanza 1478/20, la ciudad de San Salvador se divide en 19 zonas o vecindarios:
- Zona 1: La Esperanza.
- Zona 2: San Martín.
- Zona 3: El Duraznal.
- Zona 4: Pancho Ramírez.
- Zona 5: Bicentenario.
- Zona 6: Ciclista.
- Zona 7: Belgrano.
- Zona 8: Tres Focos.
- Zona 9: La Tranquilidad.
- Zona 10: Centenario.
- Zona 11: San Cayetano.
- Zona 12: Don Feliciano.
- Zona 13: Centro.
- Zona 14: La Cañada.
- Zona 15: San Miguel.
- Zona 16: Ferrocarril.
- Zona 17: La Armonía.
- Zona 18: Lourdes.
- Zona 19: Papa Francisco.

#### Barrio Ferrocarril
Es el barrio más antiguo de la ciudad, ya que aquí tuvo lugar la fundación de 1889. En él se encuentran los edificios históricos de mayor importancia de la entonces colonia: "Villa Aurora", residencia de la familia fundadora, la Capilla "El Salvador", la Estación de Trenes y la Antigua Iglesia Evangélica Congregacional. Hoy en día "Ferro" es un extenso barrio que junto con "Juan XXIII", "Lourdes", "9 de Julio" y "La Armonía" conforman el Sector Suroeste de la ciudad. En el corazón del mismo se encuentra la sede social del Club Deportivo Ferrocarril, la institución más importante del barrio, que en lo deportivo se destaca en fútbol y bochas;  y es organizadora de uno de los eventos más populares de la ciudad: los "Carnavales de Ferro".

#### Barrio San Miguel
La Cooperativa Arrocera de San Salvador es la encargada de darnos la bienvenida a este centenario barrio, que además alberga el moderno edificio del Hospital San Miguel, que conserva en su frente la fachada de la antigua "Maternidad Santa Ana". También a pocos metros encontramos la Escuela N.º 2, fundada como Escuela Nacional 11 "Bartolomé Mitre" en 1907.

#### Centro
El centro de San Salvador comenzó a desarrollarse en la primera etapa del siglo XX. La ciudad fue diagramada, según algunas fuentes históricas, sobre la base de planos de Pedro Benoit (ingeniero encargado del trazado de La Plata) y el centro se asentó sobre el lado opuesto al de la fundación de 1889 (tomando en cuenta las vías del ferrocarril Urquiza), es decir hacia el Norte. Está delimitado por 2 grandes avenidas, Malarín y De los Rusos, y por las vías del Ferrocarril General Urquiza y la Ruta Nacional 18. Sobre calle San Martín, uno de los laterales de la plaza principal, se asienta las Municipalidad y la Iglesia Católica, además de otros edificios de importancia. El Centro Cívico del Departamento San Salvador está ubicado en la intersección de Tte. Gutiérrez y 3 de Febrero. Es esta última el paseo comercial por excelencia de los sansalvadoreños, aunque también presentan un importante desarrollo comercial las calles Urquiza e Hipólito Yrigoyen. El Sector Central de San Salvador está conformado, además del centro propiamente dicho, por los barrios Cañada, Parque y Residencial, en este último se observan suntuosos chalets y mansiones de ecléctica arquitectura, que van desde casonas de estilo pintoresquista, pasando por el postmodernismo hasta la arquitectura contemporánea. Además desde hace unos años funciona en el barrio, la "Sala de Juegos" (Casino de juego).

#### Barrio Pancho Ramírez
Conforma uno de los sectores más populosos de la ciudad. La zona entró en el denominado "Programa de Mejoramiento de Barrios" que realizó avances en la infraestructura de todo el barrio. Históricamente este sector de la ciudad ha estado representado por dos instituciones, una es la Escuela Privada 113 "San José Obrero", dependiente de la diócesis de Concordia, y la otra es el Club Progreso Unidos.

#### Barrio Centenario
Este barrio, junto a "Barrio Jardín", "San Cayetano" y "Av. de Los Rusos" conforman el sector más joven de la ciudad, ya que comenzó a proyectarse en el año del Centenario de San Salvador, en 1989. La inauguración de la escuela primaria que lleva el nombre del barrio a principios de la década de 1990, los planes de vivienda estatales nacionales y provinciales que se construyeron aquí poco después, y la puesta en valor de la avenida De los Rusos posteriormente, han hecho de este sector uno de los de mayor crecimiento. Hacia el límite norte del barrio funciona el denominado «Espacio Nativo» creado para el esparcimiento de la comunidad y la preservación de la biodiversidad nativa.

#### Otros
- Ferro Nuevo
- Ciclista
- San Antonio ( ex Loteo Velzi)
- Bicentenario (CIC Bicentenario)
- Papa Francisco 1 y 2
- Barrio Chino
- Belgrano (Parque Malvinas Argentinas)
- Norte (Capilla Nuestra Señora de Itatí)
- La Esperanza (ex Barrio El Mondongo)
- Obrero
- La Tranquilidad (Escuela Técnica/ Terminal de Ómnibus/ Parque Municipal)
- San Martín (Parque Atyrá con Santa Teresita)
- El Duraznal
- Santa Cecilia
- Tres Focos (Sede social del Club Unión y Fraternidad)
- Santa Rita
- Zona industrial Este
- Zona industrial Oeste

## Economía

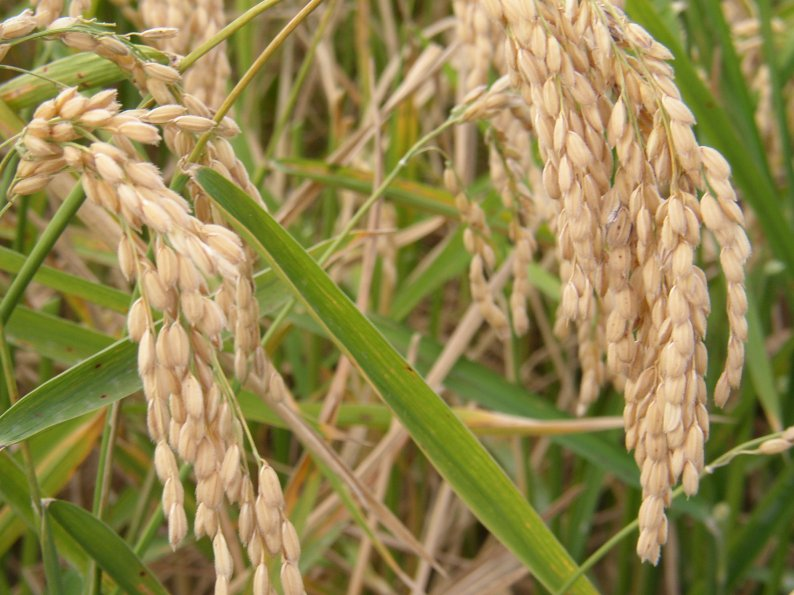
La economía local esta signada por el arroz.

San Salvador es el principal centro agroindustrial de la Cuenca Arrocera Argentina con unos 20 molinos cerealeros que elaboran y comercializan arroz, soja, maíz y sorgo, entre otros.
Se destaca la integración de la cadena agroindustrial de la producción arrocera, desde la cosecha del cereal, pasando por su almacenamiento, elaboración y comercialización, tanto en el mercado interno como externo.
La actividad industrial complementa a la agrícola y en especial a la arrocera, por lo cual la ciudad cuenta con fábricas de carrocerías para camiones, implementos agrícolas, bombas y molinos arroceros.
En la década de 1980 se construyó en la localidad el primer molino arrocero hecho íntegramente en la Argentina.
La ciudad tiene un importante desarrollo comercial y de servicios, resaltando el comercio de Punto Económico, que la posiciona como un centro regional de relevancia.

## Cultura y turismo
La capital nacional del arroz es una ciudad culturalmente muy rica, recibe eventos culturales y deportivos de envergadura provincial e incluso nacional.
La Sala Teatro San Martín es uno de los espacios más destacados, su escenario lleva el nombre del reconocido dramaturgo nacido en la zona rural de San Salvador, Osvaldo Dragún. En este recinto se presentan las obras del grupo de teatro local "Ronda", entre otros eventos.
Durante 2009, la ciudad fue anfitriona del 31.er Encuentro Provincial de Teatro. En tanto que en 2011 acogió al 2.º Encuentro Provincial de Teatro Joven  y al 1.er Encuentro Provincial de Teatro de Adultos Mayores.
La actividad turística está poco desarrollada, pero ha tenido cierto impulso en los últimos años ligada principalmente a los atractivos históricos - culturales y el turismo rural, otro ejemplo es el mítico local llamado Punto Económico.

### Acontecimientos destacados
- Durante los meses de enero y febrero se realizan festejos de Carnaval, que tienen como principal atractivo la simulación de un "encierro de toros" desde hace más de 50 años.
- Durante Semana Santa se realiza el festival gastronómico regional "SanSabores".
- En el mes de junio tiene lugar la Feria del Libro de San Salvador.
- El primer fin de semana de septiembre se realiza la Fiesta de las Colectividades.
- Otros festivales, muestras y acontecimientos culturales se suceden en la ciudad durante todo el año.

La Fiesta Nacional del Arroz es el máximo evento de la ciudad y se realiza el fin de semana largo de noviembre.

### Gastronomía
La ciudad, al igual que la mayor parte del país, tiene una fuerte influencia de las comunidades inmigrantes de Italia y España en su gastronomía, a las que se le suman algunos platos que forman parte del legado de alemanes y judíos. Es importante el valor del arroz en ciertos platos que identifican a la ciudad. El "Primer Alfajor Artesanal de Arroz" es un curioso postre realizado con harina de arroz.

### Sitios de interés turístico

#### Plaza Veinticinco de Mayo y Paseos
La disposición de los espacios verdes es una de las particularidades más llamativas de esta ciudad entrerriana. La avenida Malarín contiene la mayor cantidad, como la "Plazoleta del Centenario" que alberga el monumento conmemorativo al centenario de la localidad, la "Plazoleta del Fundador", la "de la Paz", la de "la Cruz del Milenio" o la del "Monumento a la bandera", entre otras.
En la Plaza Central denominada "Veinticinco de Mayo", por su parte, se encuentran el busto que recuerda al General San Martín y el Monumento a la Madre. Las avenidas De los Rusos, Sarmiento, Colón, Saadi Cóndor, y Entre Ríos también poseen espacios verdes en sus plazoletas centrales.
El parque de la ciudad se encuentra enfrentado a la plaza principal, rodeado por el Bulevar Villaguay, la Avenida Malarín y las calles Belgrano y San Martín. Alberga un sector de juegos infantiles, el Natatorio Municipal, el Playón Polideportivo, y la Terminal de Ómnibus. Otros espacios verdes de la ciudad son el Parque "Malvinas Argentina" del Barrio Belgrano —en el acceso este a la ciudad—, el Parque "Ferrocarril" —en el barrio homónimo—, el Parque "Atyrá" —en el Norte de la ciudad—, el Parque "Centenario" —en el barrio del mismo nombre—, entre otros.

#### Calle San Martín
Esta arteria vial atraviesa la ciudad de norte a sur y en ella se ubican los edificios cívicos y religiosos más importantes. Recorrerla nos permitirá conocer: El Museo del Arroz, el Palacio Municipal, la Parroquia Santa Teresita del Niño Jesús, la Sinagoga, el Teatro San Martín (ex-cine) y dos entidades bancarias, entre otros edificios públicos. Entre el Museo del Arroz y la Estación de Trenes existe un paseo autoguiado denominado "Una calle con historia".

#### Museo Nacional del Arroz
El Museo del Arroz de San Salvador es el primero en su tipo en América y el tercero en el mundo entero. Fue creado por la Municipalidad de esa ciudad con el apoyo del Programa Identidad Entrerriana del gobierno provincial. En sus salas se puede ver la evolución del cultivo del arroz en la zona. Se encuentra el edificio de la primera comisaría de la ciudad.

#### Estación de Trenes
La Estación fue construida en 1902 en estilo inglés. Desde aquí sale los días lunes y viernes el Tren de Pasajeros de Entre Ríos que une la localidad con las estaciones de Concordia y Basavilbaso, el Tren de los Pueblos Libres entre Argentina y Uruguay y el servicio que une Buenos Aires y Posadas en la Provincia de Misiones. Desde hace poco, funciona aquí el Museo de la Estación, que recopila imágenes y objetos del pasado de la ciudad.

#### Villa Aurora
Antiguo caserón que pertenece a la Familia Malarín y en donde funcionó la primera administración de la ciudad. En su lateral se encuentra la Capilla "El Salvador", una verdadera obra de arte religiosa, en la que se destaca el altar mayor traído por la familia desde Francia, hecho completamente en roble, además de la imagen de Nuestra Señora de los Dolores con detalles en oro y cristal.

#### Cooperativa Arrocera de San Salvador
Se localiza sobre la Avenida Colón y las vías del Ferrocarril Urquiza. En sus inicios funcionaba como molino harinero, pero hoy es sin dudas el centro arrocero más importante del país. Desde aquí se exporta arroz argentino a casi toda América, países de Europa y Cercano Oriente. La actual administración de la Cooperativa funciona en la denominada "Casa del Fundador" que fuera residencia del fundador de la ciudad y data de principios del siglo XX.

#### Edificio del Correo
El edificio de dos plantas de Correos y Telégrafos está ubicado en calle Francisco Ramírez, entre Tomás de Rocamora y Primera Junta. Fue construido en 1940. Según la historia popular tenía como destino final a la Ciudad de San Salvador de Jujuy y por una confusión con el nombre ambas ciudades se construyó en Entre Ríos. La desmesurada proporción del edificio, con características antisísmicas, para una localidad que por entonces no superaba los 2500 habitantes, alimenta esta curiosa creencia popular.

#### Monumento a la Batalla de Arroyo Grande
A unos 5 km del centro de San Salvador se encuentra el Monumento que conmemora una de las más importantes batallas del país en donde se determinaron los actuales límites de los países hermanos de Argentina y Uruguay el 6 de diciembre de 1842. El monumento es una construcción conformada por tres monolitos que recuerdan a los caídos en esta sangrienta batalla.

#### Estancia Arroyo Grande
Ubicada a unos 10 km del centro de la ciudad es de gran relevancia histórica ya que perteneció al General López Jordán y desde aquí partieron los cincuenta hombres que el 11 de abril de 1870 ingresaron al Palacio San José y asesinaron al General Justo José de Urquiza, primer presidente constitucional de la Argentina.

#### Reserva Magariños
Ubicada a 13 km del casco urbano, es un área natural protegida denominada oficialmente como Reserva Provincial "Arroyo Grande", pero más conocida por los lugareños con el nombre de "Magariños" ya que así se denomina el paraje donde se ubica. El lugar es el marco ideal para disfrutar de las aguas del Arroyo Grande que genera balnearios naturales de arenas blancas. También se observan los restos del antiguo puente que una crecida del arroyo se llevó consigo a mediados del siglo pasado, las ruinas de la Posta Histórica de Magariños y el cementerio donde se encuentra la tumba del pionero del arroz Don Félix Bourren Meyer.

## Deportes
Los deportes tradicionales han estado siempre presentes en la vida de esta localidad entrerriana.
En el caso del basquetbol la ciudad tenía un representante en la tercera categoría nacional (Torneo Federal de Básquetbol), Sportivo San Salvador, desde 2009, pero descendió en 2012 y disputará la Liga Provincial, junto al, también local, Club Deportivo Ferrocarril.
En el fútbol se destacan el Club Unión y Fraternidad,el Club Deportivo Ferrocarril y el Club Atlético Progreso Unidos que actualmente disputan la Liga villaguayense de Fútbol.
Las bochas, es un deporte que ha conseguido importantes logros a nivel provincial y nacional destacándose los clubes; Sportivo San Salvador, Unión y Fraternidad, Jockey Club y Santa Teresita. En 2011 se realizó en la ciudad el Campeonato Nacional de Bochas, organizado por el Club Unión y Fraternidad.
Durante el mes agosto todos los años se realiza la competencia más importante de la zona en atletismo, la denominada "Maratón del Departamento", que en su recorrido une las localidades de General Campos y San Salvador.
Esta disciplina tiene como máximo representante al renombrado atleta nacional Luis "Pantera" Migueles.
El motociclismo ha tenido un importante desarrollo en los últimos años. Por la gran concurrencia de público y competidores, se destaca el Campeonato Nocturno organizado durante los meses de verano.
Otros deportes que se practican en la ciudad son: tenis (en polvo de ladrillo y de mesa), hockey sobre césped, voleibol, handball, rugby, ciclismo, y tejo, entre otros.
Todos los años, la Coordinación Municipal de Deportes organiza los denominados "Juegos Deportivos Sansalvadoreños" (JJ.SS.) que se constituye en el mayor evento polideportivo de la ciudad.

## Medios de comunicación

### Prensa escrita
Existe en la ciudad un importante medio gráfico, "La Semana", fundada el 14 de mayo de 1980 por Miguel Ángel Rodríguez actualmente dirigida por sus hijos.  Además de publicar un semanario local y de otras localidades también se mantiene muy activo en redes sociales, produce una revista de automovilismo, otra agropecuaria, y una publicación de clasificados a nivel provincial.

### Televisión
San Salvador cuenta con 2 servicios de televisión por cable, Teledifusora San Salvador y Canal 10. La programación local de Teledifusora San Salvador está a cargo de la productora de contenidos Mercurio Televisión.

### Radios
Hay varias radios en frecuencia FM de interés general y una religiosa. La programación local, en muchos casos, se alterna con retransmisiones de radios de Buenos Aires.
- Fm Imágenes
- Fm Brillante
- Fm Del Este
- Fm Horizonte
- Fm San Salvador
- Fm Radio Libre
- Fm Corramos la voz
- Fm Nueva Vida

### En Internet
La localidad cuenta con una página oficial del municipio sansalvadorer.gov.ar. En 2015, el gobierno local fue destacado por su transparencia en el acceso a la información pública.

## Parroquias de la Iglesia católica en San Salvador
| Diócesis   | Concordia                     |
| ---------- | ----------------------------- |
| Parroquias | Santa Teresita del Niño Jesús |